# Arp 7
Arp 7 (PGC 24836) é uma galáxia espiral na constelação de Hydra. Resultados do desvio para o vermelho desta galáxia variam drasticamente, de 5.9 Mpc a 83,7 Mpc. É classificada como SB(rs)bc pela classificação de Hubble, o que significa que é uma galáxia espiral barrada com uma estrutura semelhante a um anel.
Arp 7 foi incluida no Atlas of Peculiar Galaxies sob a categoria de galáxias "com braços divididos". Outras cinco galáxias também estão incluídas nesta seção do atlas: Arp 8 (NGC 497), Arp 9 (NGC 2523), Arp 10 (UGC 1775), Arp 11 (UGC 717) e Arp 12 (NGC 2608).